# Station Patukan
Patukan is een spoorwegstation in Gamping in de speciale stadregio Yogyakarta.

## Bestemmingen
- Progo naar Station Lempuyangan en Station Pasar Senen